# Les Fâcheux

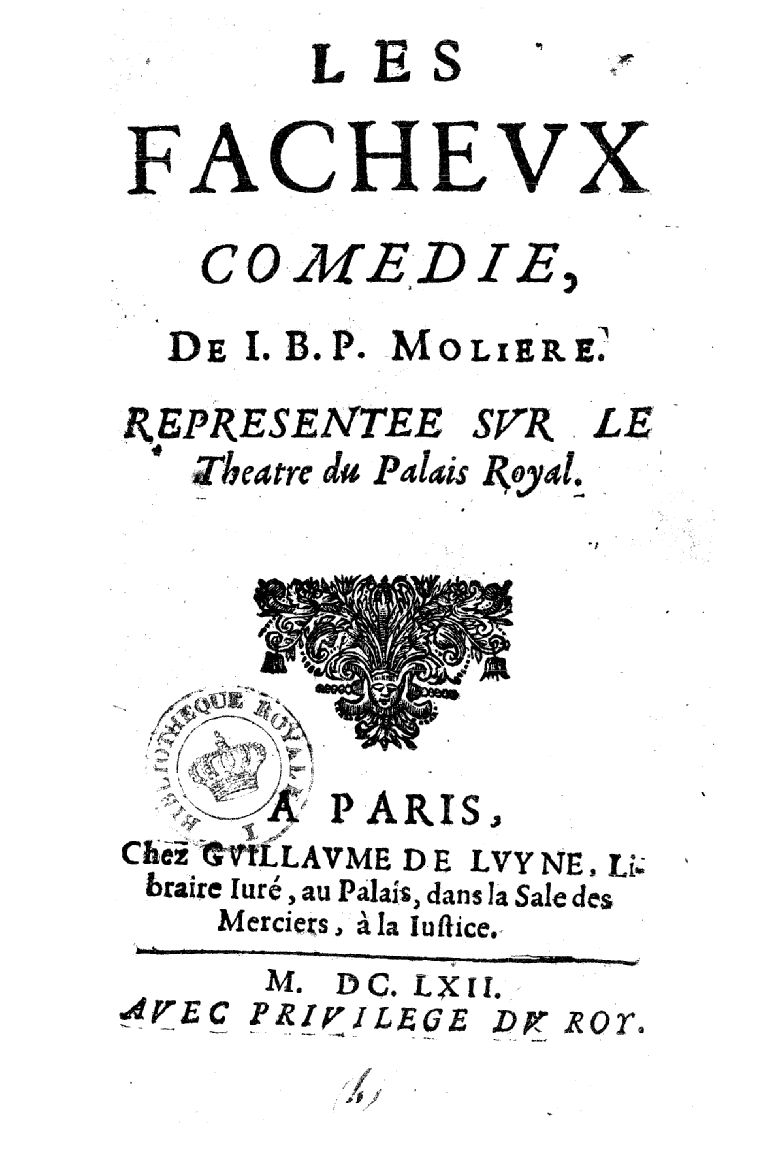
Erste Seite der Ausgabe von 1662

Les Fâcheux (Die Lästigen) ist eine Comédie-ballet in drei Akten des französischen Komödiendichters Molière. 
Erstmals aufgeführt wurde das Stück im August 1661 auf dem Schloss Vaux-le-Vicomte zur Unterhaltung des Königs Ludwig XIV. Das Stück ist die erste Comédie-ballet Molières, eine Mischform aus Oper, Ballett und Sprechtheater, die in Frankreich bis Ende des 17. Jahrhunderts sehr erfolgreich war. Die Musik schrieb Jean Baptiste Lully, Choreographie und Ausstattung stammte von Pierre Beauchamp.

## Inhalt
Éraste, ein junger Edelmann, ist in Orphise verliebt. Orphises Vormund Damis versucht jedoch mit allen Mitteln, ein Treffen bzw. die Heirat der beiden zu verhindern. Auf einer Abendgesellschaft, die beide besuchen, werden sie nacheinander von neun lästigen Personen in banale Gespräche verwickelt. Auf diese Weise wird ein Treffen der beiden Liebenden unter vier Augen verhindert. Schließlich kommt der Vormund Orphises auf die Idee, Éraste ermorden zu lassen, wird dann aber selbst von Érastes Diener attackiert. Éraste kann jedoch verhindern, dass Damis ernsthaft verletzt wird und erhält so dessen Zustimmung zu einer Heirat mit Orphise.

## Geschichte

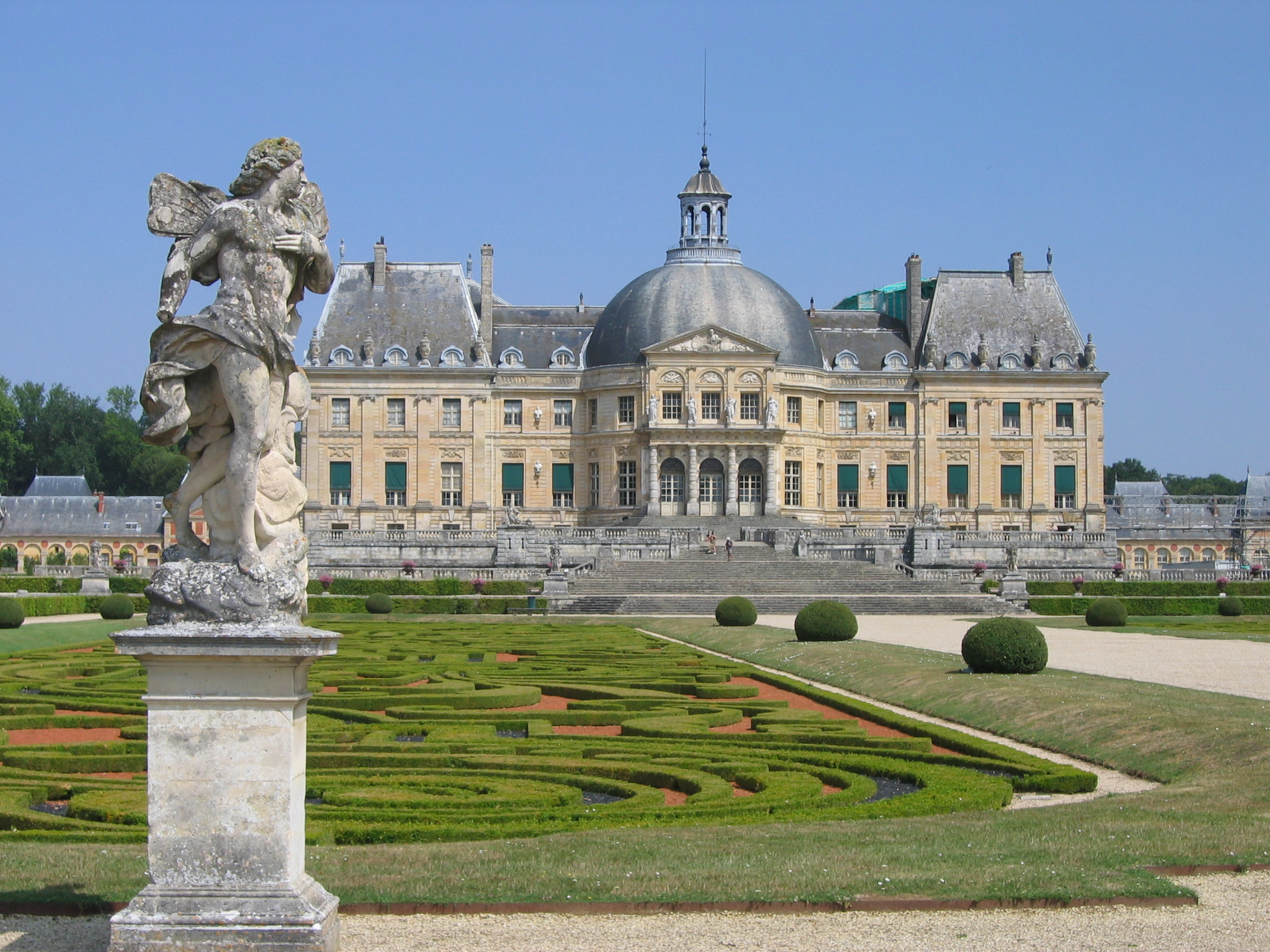
Vaux Le Vicomte

Das Stück wurde erstmals am 17. August 1661 auf einem Fest zu Ehren Ludwigs XIV. gespielt, das sein Finanzminister Fouquet auf seinem Landsitz Vaux-le-Vicomte ausrichtete. Außer Wasserspielen, Feuerwerk und einem von François Vatel bereiteten Buffet mit mehr als 1000 Gedecken wurde auch Molières Comédie-ballet Les Fâcheux im Garten des Schlosses aufgeführt. Dem Stück ging ein Prolog des  Dichters Pelisson voraus, eines Protegés Fouquets und Freundes von La Fontaine, der selbst ein Gedicht auf das Fest verfasst hatte. Molière spielte sämtliche neun Rollen der Lästigen Personen, La Grange den Éraste. Der König fand großes Vergnügen an dem Stück und veranlasste eine Wiederaufführung am Théâtre du Palais-Royal durch Molières Troupe de Monsieur. Dort hatte es am 4. November Premiere.
Das in der Zeit Ludwigs XIV. sehr beliebte und häufig gespielte Stück steht heute selten auf dem Spielplan der Theater. Im Zuge seiner Bemühungen, Molière wieder auf die Theaterbühne zu bringen, beauftragte Max Reinhardt Hugo von Hofmannsthal mit der Übersetzung des Stückes. Diese deutsche Fassung hatte am 26. April 1916 in den Kammerspielen des Deutschen Theaters in Berlin unter dem Titel Die Lästigen Premiere. Hofmannsthals Name als Übersetzer und Bearbeiter wurde dabei nicht genannt. Aufgeführt wurde es zusammen mit dem Ballett Die grüne Flöte auf eine Musik von Wolfgang Amadeus Mozart. Die Lästigen hatten großen Erfolg bei Publikum und Kritik. Bei der Kritik ging das Stück allgemein als Werk Molières durch. Nur wenigen fiel auf, dass es sich hier um einen „fingierten Molière“ handelte, der von Hofmannsthal stark bearbeitet worden war.

## Bearbeitungen und Neufassungen
- 1668: Thomas Shadwell: The Sullen Lovers or, The impertinents, a comedy acted by His Highness the Duke of Yorkes servants. written by Tho. Shadwell.

Stück in 5 Akten mit Epilog
- 1916: Hugo von Hofmannsthal: Die Lästigen. Komödie in einem Akt nach Molière.
- 1924: Bronislava Nijinska schuf eine Neufassung des Stücks für die Ballets russes. Musik: Georges Auric; Bühnenbild und Kostüme: Georges Braque.

## Ausgaben
- Les fâcheux. Édition de Jean Serroy. Gallimard, Paris 2005, ISBN 2-07042803-6.
- Die Plagegeister. Lustspiel in 3 Aufzügen von Molière. Übers. von Emilie Schröder. Leipzig: Reclam [um 1900]. (Universal-Bibliothek. 288.)